# Heinrich Daniel Jacobi
Heinrich Daniel Jacobi (* 20. Dezember 1725 in Eisleben; † 13. März 1796 in Sayn) war Bergmann und Hüttenmann. Er erbaute die Sayner Hütte im Bendorfer Stadtteil Sayn.

## Leben und Wirken
Heinrich Jacobi wurde 1725 als Sohn des Akzise-Einnehmers Johann Heinrich Jacobi in Eisleben geboren. Bereits mit 15 Jahren arbeitete er im Mansfeldischen Kupferschieferbergbau zu Friedeburg. Anschließend arbeitete er in den Kohlebergwerken bei Bitterfeld und bei Stollberg. 1751 war er zunächst Schichtmeister, später Grubenverwalter, auf einer Erzgrube im Elpetal. Ab 1759 wohnte seine Familie in Elpe. Durch Vermittlung seines Schwiegervaters Johann Conrad Ziller kam Jacobi 1760 als Bergverwalter zur Silberhütte Langhecke bei Weilburg. Ab 1765 war er kurfürstlich-trierischer Berginspektor in Koblenz. 1766 war er als Sachverständiger zehn Wochen in Saarbrücken tätig, um „auf Requisition Ihro Gnaden von Saarbrücken in dero Land die Kohlenbergwerke in bessere Verfassung zu bringen.“ In den Jahren 1769 und 1770 erbaute er im Auftrag des Trierer Kurfürsten Clemens Wenzeslaus von Sachsen die Sayner Hütte. Anschließend übernahm Jacobi die Leitung dieser Hütte.
Jacobi war als Gutachter sehr gefragt. Im Rahmen seiner Gutachtertätigkeit besuchte er 1785 das Eisensteinbergwerk Biber bei Paderborn. 1789 wurde er für die Fürstäbtissin Maria Kunigunde von Essen gutachterlich tätig.

## Familie
Er heiratete am 1. Mai 1759 Johanna Maria Ziller (* 24. Dezember 1740; † 28. Dezember 1782), die Tochter des Hessen-Kasselschen Hüttenverwalters Johann Conrad Ziller. Aus dieser Ehe gingen folgende Kinder hervor:
1. Johann Georg Ferdinand Jacobi (* 14. Juni 1766 in Winningen; † 30. Oktober 1848), Rechtsanwalt, Dresdner Bürgermeister im Zeitraum von 1823 bis 1832
2. Friedrich Adolph Jacobi (* 24. November 1768 in Winningen)
3. Catharina Sophia Jacobi (* 24. November 1768 in Winningen)
4. Gottlob Julius Jacobi (* 28. Dezember 1770 in Winningen; † 25. Januar 1823 in Osterfeld), Hüttenfachmann und Mitbegründer des späteren Gutehoffnungshütte-Konzerns.
5. Johannetta Magdalena Jacobi (* 5. Februar 1773 in Bendorf)
6. Henrietia Louisa Jacobi (* 25. Januar 1774 in Bendorf)
7. Johann Christophorus Jacobi (* 28. Juli 1775 in Bendorf)
8. Othilia Francisca Josepha Jacobi (* 26. März 1778 in Bendorf)
9. Johanna Susanna Jacobi (* 14. August 1779 in Bendorf)
10. Maria Angela Wilhelmina Augusta Jacobi (* 15. März 1781 in Bendorf)
11. Maria Margarethe Augustine Jacobi[3]
12. Jacobi (* 12. November 1782 in Bendorf; † 12. November 1782 in Bendorf)